# سامانتا لاجیک
سامانتا لاجیک (انگلیسی: Samantha Logic؛ زادهٔ ۲۲ اکتبر ۱۹۹۲) بازیکن بسکتبال اهل ایالات متحده آمریکا است.
از باشگاه‌هایی که در آن بازی کرده‌است می‌توان به آتلانتا دریم اشاره کرد.